# Ammasso dell'Idra
L'Ammasso dell'Idra (o Abell 1060) è un ammasso di galassie che contiene 157 galassie brillanti ed è visibile nella costellazione dell'Idra.

## Caratteristiche

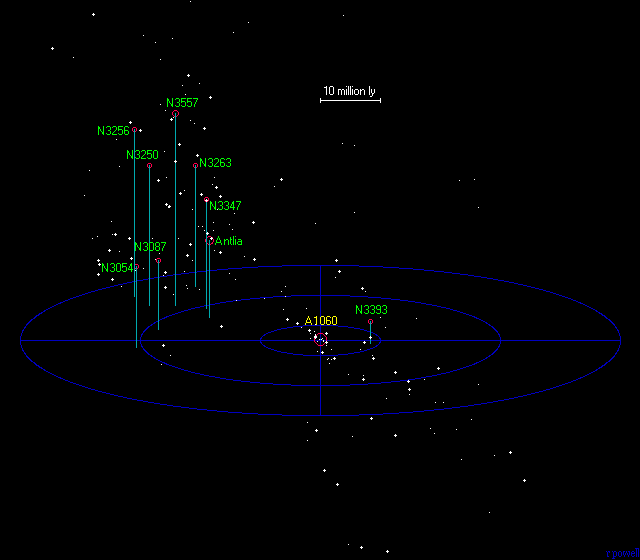
Mappa tridimensionale del Superammasso dell'Idra-Centauro

Si estende nello spazio per circa dieci milioni di anni luce e sembra caratterizzato da un contenuto insolitamente elevato di materia oscura. Assieme all'Ammasso del Centauro fa parte del Superammasso dell'Idra-Centauro, localizzato a 158 milioni di anni luce di distanza dalla Terra.
Le galassie più grandi di questo ammasso sono le galassie ellittiche NGC 3309 e NGC 3311, assieme alla galassia a spirale NGC 3312; tutte e tre hanno un diametro di circa 150.000 anni luce.
Anche se visivamente appare di forma circolare, le velocità delle galassie componenti sembrano evidenziare una distribuzione tridimensionale a spesse macchie.